# بيرتل إتش فان بوير
بيرتل إتش فان بوير (بالإنجليزية: Bertil H. van Boer)‏ هو مؤرخ موسيقى ‏ وملحن وأستاذ جامعي أمريكي، ولد في 2 أكتوبر 1952 في تالاهاسي في الولايات المتحدة.

## وصلات خارجية
- بيرتل إتش فان بوير على موقع ميوزك برينز (الإنجليزية)